# 永成路
永成路為臺灣臺南市市區南北向主要道路之一。南起台86線灣裡交流道，北至夏林路及大成路口，全長約4.7公里。

## 歷史
永成路早期路名為永安街，後因道路拓寬以及與永康區往返安南區的重要道路永安路撞名，避免引發市民誤會及方便管理，才改稱為永成路，爾後又將其分為三段。

## 行經行政區域
- 南區

## 分段
- 永成路一段：台86線－萬年路
- 永成路二段：萬年路－中華南路
- 永成路三段：中華南路－大成路

## 沿途設施
- 一段：
  - 台86線：灣裡交流道
- 二段：
- 三段：
  - 府南里活動中心

## 遠期計畫
- 因應台南市仁德區大甲里周邊往返台南市市區需求日益增加，2018年地方議員提案將台南市南區的永成路應評估延伸至仁德區中正西路並經過議會支持[2]，預計延伸路長約880公尺，目前台南市政府已向內政部國土管理署申請生活圈計畫補助及籌措地方財源辦理相關規劃中。
- 高雄市政府有意於茄萣區莒光路三段向北新闢道路銜接永成路，但目前仍需由高雄市政府確認路廊後方可啟動相關規劃作業。

## 本路段客運
- 幹支線公車[3]

| 編號   | 路線                                     | 本路段公車站   |
| ------ | ---------------------------------------- | -------------- |
| 紅幹線 | 安平工業區－仁德－歸仁－關廟轉運站／龍崎 | 至善橋－府南里 |